# Sidney Moncrief
Sidney A. Moncrief (ur. 21 września 1957 w Little Rock) – amerykański koszykarz, występujący na pozycjach rozgrywającego lub rzucającego obrońcy.

## Życiorys
Mierzący 192 cm wzrostu koszykarz studiował na University of Arkansas, gdzie w latach 1975–1979 grał w drużynie uczelnianej Arkansas Razorbacks. Do NBA został wybrany z 5. numerem w drafcie w 1979 przez Milwaukee Bucks i w tej organizacji spędził dziesięć lat (do 1989). 
Był specjalistą od defensywy, został wybrany dwukrotnie obrońcą roku NBA (1983, 1984). 
Na koniec sezonu 1984/1985 zajął drugie miejsce w głosowaniu na obrońcę roku NBA.
W NBA spędził 12 lat, zdobywając łącznie 11 931 punktów. Karierę kończył w Atlancie Hawks w sezonie 1990/1991. Pięć razy był wybierany do meczu gwiazd NBA.

## Osiągnięcia

### NCAA
- Uczestnik:
  - NCAA Final Four (1978)
  - rozgrywek Elite 8 turnieju NCAA (1978, 1979)
  - turnieju NCAA (1977–1979)
- Mistrz:
  - turnieju konferencji Southwest (SWC – 1977, 1979)
  - sezonu regularnego SWC (1977–1979)
- Zawodnik roku konferencji Southwest (1979)[3]
- MVP turnieju konferencji SWC (1979)
- Lider NCAA w skuteczności rzutów z gry (1976)
- Laureat nagrody – 1999 SEC Legend[4]

### NBA
- 5-krotny uczestnik meczów gwiazd NBA (1982–1986)
- 2-krotny Obrońca Roku NBA (1983–1984)[5]
- Wybrany do:
  - I składu:
    - NBA (1983)[6]
    - defensywnego NBA (1983–1986)[7]

  - II składu:
    - NBA (1982, 1984–1986)[6]
    - defensywnego NBA (1982)[7]
- Zawodnik:
  - miesiąca NBA (grudzień 1981)[8]
  - tygodnia NBA (23.02.1986)[9]
- Klub Milwaukee Bucks zastrzegł należący do niego w numer 4[10]

### Reprezentacja
- Mistrz:
  - uniwersjady (1977)[11]
  - turnieju World Invitational Tournament (1978)

### Inne
- Zaliczony do Galerii Sław Koszykówki im. Jamesa Naismitha (2019)[12]